# Khwaja Khizr Khan
Khwaja Khizr Khan (28 septembre 1582 - 13 septembre 1627) fut le second Chef de la Tribu des Abdali et un gouverneur héréditaires de Safa.
Fils d'Asadullah Khan, un général de l'empereur moghol Jahângîr, il succéda à son père en tant que Chef de la Tribu des Alous Abdali. Il était également gouverneur héréditaire de Safa depuis le 18 mars 1627. Il est mort, peut être assassiné par son frère cadet Sultan Maudad Khan le 13 septembre 1627.
Ancêtre de la famille Khizr-khel, dont sera issu Ahmad Shâh, il fut le père de deux fils :
- Sultan Khuda Dad Khan, Sultan de Safa

- Shir Mohammed Khan (1614 - 1666), prétendant au trône de Safa